# 小行星210035
小行星210035（210035 Jungli），臨時編號2006 OG5，是一顆位於小行星帶的小行星。由就讀於廣州中山大學的中國天文愛好者葉泉志和台灣國立中央大學鹿林天文台台長林宏欽於2006年7月18日發現。
2010年9月23日以管理鹿林天文台的國立中央大學所在位置命名為命名為中壢。